# Gente di Roma
Gente di Roma  es una película italiana de 2003 dirigida por Ettore Scola. 

## Sinopsis
Roma, casi tres millones de habitantes, casi tres millones de historias que conviven en un marco histórico y artístico. Unos la contemplan desde los autobuses o tranvías, otros desde los interminables embotellamientos de tráfico. Desde los vagabundos hasta los aristócratas, el anciano que está a punto de ser olvidado en una residencia, el camarero racista, un enfermo de Alzheimer, el periodista inmigrante, la insegura niña que es rechazada por sus compañeros de juego, los adolescentes que espían los muslos de una mujer, los aficionados al fútbol, etc., componen el variado mosaico que forma la "Gente de Roma". Una ruta de autobús muestra las diferentes caras que esconde la ciudad eterna: las imágenes más conocidas, algunas nunca vistas y otras que muestran el extraordinario caos visual que rodea a Roma. 